# Beef!
Beef! (Eigenschreibweise: BEEF!; Untertitel: für Männer mit Geschmack) aus dem Hamburger Verlagshaus Gruner + Jahr war das erste Food- und Lifestyle-Magazin auf dem deutschsprachigen Markt, das sich speziell an eine männliche Leserschaft richtet. Die Erstausgabe erschien am 15. Oktober 2009, die letzte im Oktober 2023.

## Konzept
Die Zeitschrift ist auf eine männliche Zielgruppe abgestimmt, 93 Prozent der Leser sind laut einer Umfrage Männer. Aus der gleichen Umfrage geht hervor, dass sich die Leserschaft vor allem aus Menschen mit höherer Bildung zusammensetzt, die viel Wert auf Essen legen.
Beef! bietet eine Mischung aus je einem Drittel Rezepten, Food-Reportagen und aktuellen Lifestyle-Themen und hat den Anspruch, der Leserschaft alle zwei Monate umfangreiches Expertenwissen zu handwerklichen Techniken, Warenkunde, exklusiv entwickelte Rezepte und Menüs, ausgewählte Bestelladressen für Lebensmittel und Weine, Gerätetests mit Kaufberatung und Reportagen über Koch- und Essgewohnheiten aus aller Welt zu liefern. Neben Servicerubriken über Fleisch, Fisch, Meeresfrüchte, Gemüse, Weine, Espressomaschinen, Desserts, Salate und Beilagen beleuchtet das Magazin das Kernthema Fleisch in allen Facetten – von der Zucht des Tieres über die Schlachtung, Zerlegung, die einzelnen Zuschnitte bis hin zu diversen Zubereitungsmethoden.
Für das Zeitschriftenkonzept von Beef! als erstes Kochmagazin speziell für Männer gewann Chefredakteur Jan Spielhagen 2009 den Gruner + Jahr-Ideenwettbewerb „Grüne Wiese“. Bei dem hausinternen Kreativwettbewerb prämierte das Verlagshaus die innovativsten von 30 Mitarbeiterkonzepten.

## Personen
Chefredakteur von Beef! war ab Gründung der Zeitschrift im Jahr 2009 Jan Spielhagen. Zuvor war Spielhagen unter anderem als Chefredakteur des mittlerweile eingestellten G+J Magazins Healthy Living und als Textchef und stellvertretender Chefredakteur des Männermagazins Men’s Health tätig. Birte Lindlahr, seit 2009 Beef!-Redaktionsleiterin, wurde im Oktober 2012 zur stellvertretenden Chefredakteurin ernannt. Nach ihrer Ausbildung an der Henri-Nannen-Schule war Lindlahr unter anderem Redakteurin bei Welt am Sonntag und bis 2009 Ressortleiterin Ernährung beim Gesundheitsmagazin Healthy Living.

## Auflagenstatistik
Die verkaufte Auflage betrug laut Verlag 50.000 Exemplare, wovon 25.000 Exemplare an Abonnenten gingen. Nachdem die erste Ausgabe laut Verlag eine verkaufte Auflage von 53.000 Exemplaren erreicht hatte, erschien das Magazin ab 2010 quartalsweise. Ab 2013 erschien es zweimonatlich.
Die letzte Ausgabe des Magazins erschien Anfang Oktober 2023, danach wurde die Zeitschrift eingestellt. Ein Grund für die Einstellung sei das veränderte Konsumverhalten der Verbraucher.